# Walter Hess (Zahnmediziner)

Walter Hess um 1914

Walter Hess (* 9. November 1885 in Amriswil, Bezirk Arbon, Kanton Thurgau; † 6. Juli 1980 in Mammern, Bezirk Frauenfeld, Kanton Thurgau), heimatberechtigt in Amriswil, war ein Schweizer Zahnarzt, Hochschullehrer und langjähriger Schriftleiter der Schweizerischen Monatsschrift für Zahnheilkunde.

## Leben
Walter Hess, der Sohn des Kaufmanns Friedrich Hess sowie dessen Ehefrau Anna geborene Müller, begann eine Zahntechnikerlehre, bevor er 1904 die eidgenössische Matura ablegte. Im Anschluss wandte er sich dem Studium der Zahnmedizin an der Universität Zürich zu, dort bestand er 1908 das zahnärztliche Staatsexamen. Für drei Jahre arbeitete er in der Folge als Wissenschaftlicher Assistent am dortigen Zahnärztlichen Institut, studierte während dieser Zeit Medizin und erwarb 1911 mit einer Dissertation über gewerbliche Intoxikationen den akademischen Grad eines Dr. med. Nach weiterer Ausbildung zwischen 1911 und 1913 im Ausland (Marseille und London) übernahm er 1913 in Zürich den Lehrauftrag für konservierende Zahnheilkunde in Vertretung des erkrankten Prof. Machwürth im damals neuen Institut an der Zürichbergstraße. 1917 habilitierte er sich als Privatdozent für das Fach der konservierenden Zahnmedizin. Im gleichen Jahr wurde er zum Professor für operative Zahnheilkunde ernannt, 1929 wurde er zum außerordentlichen Professor befördert. In den Nachkriegsjahren entwickelte sich das zahnärztliche Institut zu einer großen Volkszahnklinik. Das Forschungsgebiet von Walter Hess und seinen Schülern befasst sich in einer Fülle von Arbeiten mit Studien der Pulpa. In systematischen Untersuchungsreihen wurden Wurzelbehandlungsmethoden, ihr Wirkungsgrad, die Indikation und der therapeutische Erfolg untersucht [Schm. in Schweizerische Monatsschrift für Zahnmedizin, Band 55 Heft 7, 1945]. Neben seiner wissenschaftlichen und Lehrtätigkeit war Walter Hess die Prophylaxe und Frühbehandlung der Karies in Schulzahnkliniken ebenso wie die Einführung von Volkszahnkliniken ein stetes Anliegen. 1953 erfolgte seine Emeritierung. Als Nachfolger wurde Hans Rudolf Mühlemann berufen. Zwischen 1918 und 1965 leitete Hess 47 Jahre lang die Schweizerische Monatsschrift für Zahnheilkunde, eine Aufgabe, die danach André Schroeder übernahm.
Als er in einem Vortrag anlässlich der wissenschaftlichen Tagung der Deutschen Gesellschaft für Zahn-, Mund- und Kieferheilkunde 1949 in Wiesbaden vor der überstürzten Einführung der Trinkwasserfluoridierung warnte, „um einer Diskreditierung der Wissenschaft durch voreilige Massenexperimente vorzubeugen“, wurde er von Walter Drum heftig kritisiert, weil durch das „Gewicht seiner Autorität eine Hemmung aussichtsreicher kariesprophylaktischer Bestrebungen in Deutschland eintreten könnte.“
Walter Hess, der zu den führenden Schweizer Zahnmedizinern in der ersten Hälfte des 20. Jahrhunderts zählt, wurde 1933 zum Mitglied der Leopoldina berufen. Darüber hinaus hielt Hess zahlreiche Ehrenmitgliedschaften in europäischen sowie außereuropäischen stomatologischen Gesellschaften inne.
Walter Hess heiratete 1917 Hermine geborene Schäublin. Er verstarb 1980 in seinem 95. Lebensjahr während eines Kuraufenthalts in Mammern.

## Publikationen
- Erfahrungen über gewerbliche Intoxikationen und deren Beziehung zum schweizerischen Fabrikhaftpflichtgesetz, Dissertation. Gebr. Leemann & Co., Zürich 1911.
- Zur Anatomie der Wurzelkanäle des menschlichen Gebisses mit Berücksichtigung der feineren Verzweigungen am Foramen apicale, Habilitationsschrift. Buchdruckerei Berichthaus, Zürich 1917.
- mit Giovanni Ambrosius Stoppany und Alfred Gysi: Festschrift zur Feier des 25jährigen Jubiläums des Zahnärztlichen Universitäts-Institut Zürich, 1896-1921. Buchdruckerei Berichthaus, Zürich 1921.
- Die Pulpaamputation als selbständige Wurzelbehandlungsmethode. In: Deutsche Zahnheilkunde. Heft 66. Thieme, Leipzig 1925.
- mit Otto Walkhoff: Walkhoff’s Lehrbuch der konservierenden Zahnheilkunde. H. Meusser, Berlin 1931
- Irrtümer der Zahnheilkunde? Zürich 1948.

## Ehrenmitgliedschaften
Zahnärztegesellschaft des Kantons Zürich
Schweizerischen Odontologischen Gesellschaft
Societe vaudoise des Medecins dentistes,
Nederland Tandheelkundig Genootschap
Syndicat des dentistes de l´Alsace et de Lorraine
Arpa Italica
Dansk Tandlaegeforening
Finska Tandlaegegesalskapet
Tokyo Dental College
British Dental Association